# Bykowski-Halbinsel
Die Bykowski-Halbinsel (russisch Полуостров Быковский) ist eine Halbinsel an der Küste der Laptewsee im Bulunski ulus der autonomen russischen Republik Sacha (Jakutien).

## Geographie
Die Halbinsel befindet sich unmittelbar südöstlich des Lenadeltas an der Westküste des Buor-Chaja-Golfs. Vom Kolytschew-Isthmus (Перешеек Колычева) im Westen bis zum Kap Muostach (Мыс Муостах) im Osten ist sie 22 Kilometer lang. Die Ostküste zwischen Kap Muostach und Kap Bykow (Мыс Быков) erstreckt sich über 38 Kilometer. Die Bykowski-Halbinsel trennt die Nejolow-Bucht im Westen vom Buor-Chaja-Golf und schützt den in der Tiksi-Bucht im Süden gelegenen Hafen von Tiksi. 16 Kilometer südöstlich von Kap Muostach liegt die sichelförmige Insel Muostach, die die Küstenlinie der Bykowski-Halbinsel fortsetzt.
Das Relief der Halbinsel ist flach. Fast die Hälfte der Fläche wird von tief liegenden Thermokarstbecken eingenommen. Es gibt zahlreiche, zum Teil große Seen und Lagunen. Die größte Höhe beträgt 42 Meter. Als typische Bodenformen des Permafrosts, der im Gebiet bis in Tiefen von 500 bis 600 Metern reicht, finden sich auf der Halbinsel sechs Pingos, die jakutisch Bulgunnjach genannt werden, wie der 28 Meter hohe Mamontowy Bulgunnjach („Mammut-Pingo“), der eine Grundfläche von 90.000 m² besitzt. Die Bykowski-Halbinsel wird von ausgedehnten eisreichen Sedimenten unterlagert. Die Eiskeile sind bis zu 5 Meter breit und bis zu 50 Meter tief.
Die Küstenlinie der Bykowski-Halbinsel zog sich zwischen 1951 und 2006 – verursacht durch periodische Stürme und thermisch-mechanische Erosion der eisreichen Sedimente – mit einer durchschnittlichen Geschwindigkeit von 59 Zentimetern pro Jahr zurück.
An der Nordspitze der Halbinsel liegt das Dorf Bykowski mit 513 Einwohnern (2021). An Kap Bykow und Kap Muostach unterstützen Leuchttürme die Navigation.

## Klima
Nach der Klimaklassifikation nach Köppen-Geiger liegt die Halbinsel in der polaren Tundra-Klimazone (ET). Trotz der Küstenlage ist das Klima stark kontinental mit langen, kalten Wintern von September bis Mai und kurzen, kühlen Sommern. Im Januar beträgt die mittlere Lufttemperatur −30,0 °C und steigt im Juli auf +8,5 °C (1987–2016). Die mittlere Jahrestemperatur liegt bei −12 °C. Der mittlere Jahresniederschlag überschreitet nicht 350 mm. Die Freiwassersaison in der südlichen Laptewsee beginnt durchschnittlich Mitte Juni und dauert bis Mitte Oktober.

## Geschichte
1799 wurde auf der Bykowski-Halbinsel das Adams-Mammut gefunden, das erste Wollhaarmammut, das wissenschaftlich untersucht wurde. Der deutsch-russische Botaniker Michael Friedrich Adams barg es 1806 für das Zoologische Museum Sankt Petersburg. Zu dieser Zeit gab es auf der Halbinsel mehrere Siedlungen der Jakuten. Das heutige Dorf Bykowski entstand 1942 im Zusammenhang mit dem Bau einer Fischfabrik.